# Marcella Borkowska

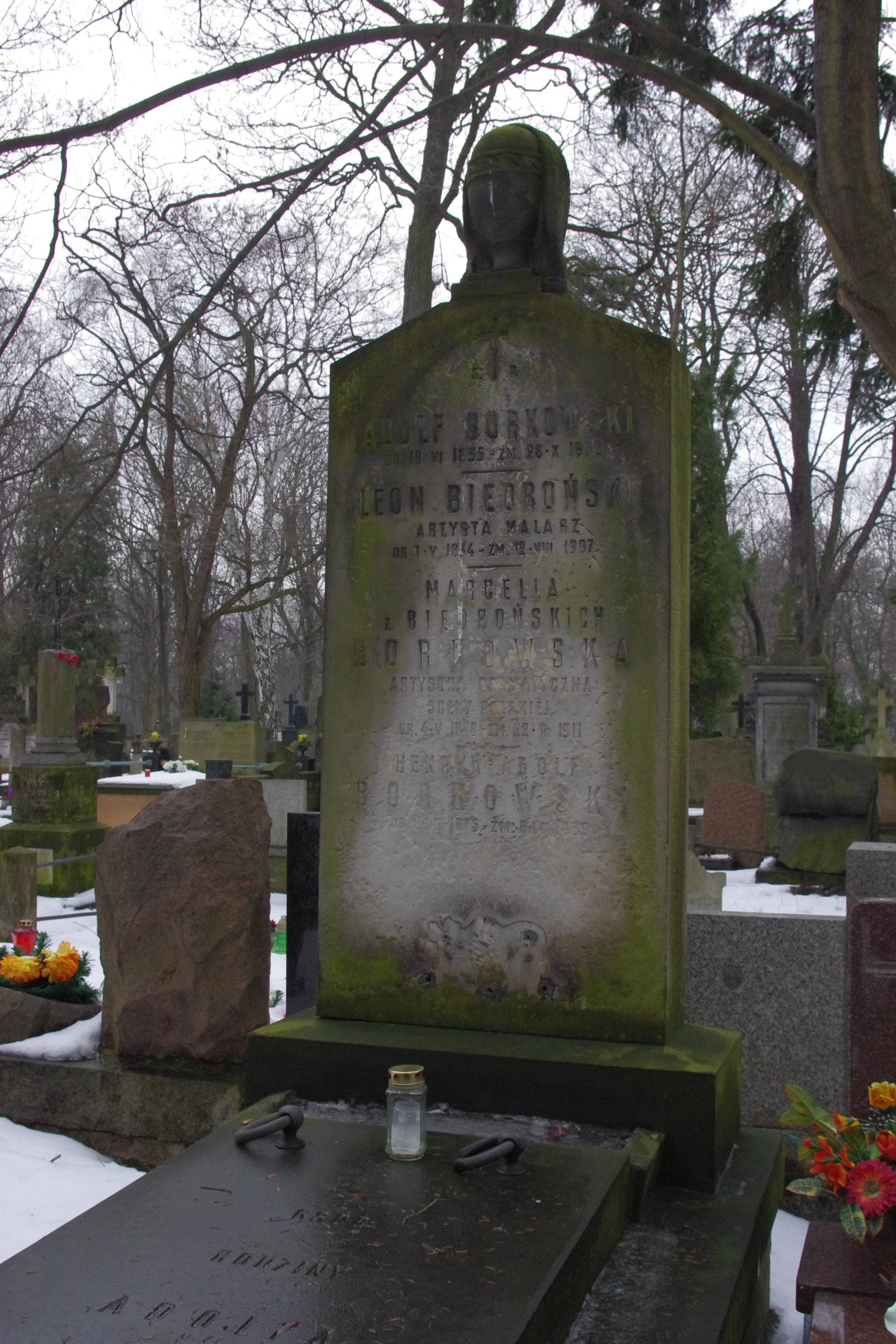
Grób Marcelli Borkowskiej na cmentarzu Powązkowskim

Marcella Borkowska z domu Biedrońska (ur. 4 maja 1848 w Warszawie, zm. 22 lutego 1911 tamże) – polska aktorka teatralna.
Była córką Aleksandra, cyrulika i Katarzyny z Tyliszewskich. Według daty na nagrobku urodziła się 4 maja 1848. Według Stanisława Szenica urodziła się wcześniej - w 1838, 1840 lub 1842. Na wcześniejszą datę urodzin wskazuje fakt, że w 1857 podjęła naukę w warszawskiej szkole dramatycznej, a od 1858 grała w teatrze w Krakowie.
W 1863 wyszła za mąż za Adolfa Borkowskiego (1835–1876) i występowała pod nazwiskiem męża. Od 1865 grała w teatrach warszawskich, głównie role charakterystyczne. Występowała do 1908.
Jej bratem był Leon Biedroński (1834–1907), malarz, znany głównie z portretów i obrazów religijnych.
Została pochowana 25 lutego 1911 na cmentarzu Powązkowskim w Warszawie (kw. 42, rząd 1, miejsce 10).